# کریستوفر بوون
کریستوفر بوون (انگلیسی: Christopher Bowen؛ زادهٔ ۲۰ اکتبر ۱۹۵۹) بازیگر اهل بریتانیا است.
از فیلم‌ها یا مجموعه‌های تلویزیونی که وی در آن‌ها نقش داشته است، می‌توان به مرد تاریکی، فردا هرگز نمی‌میرد، ریچارد سوم، در ساحل چزیل، دکتر هو، مزرعه سرد آرامش، بعدازظهر گائودی و پوآرو اشاره نمود.